# Schweinfurter Fehde
Die Schweinfurter Fehde war ein Aufstand des Nordgaugrafen Heinrich von Schweinfurt gegen König Heinrich II. im August 1003.
Heinrich II. hatte dem Grafen Heinrich/Hezilo die bayerische Herzogswürde zugesagt, um dessen Unterstützung bei der Königswahl von 1002 sicherzustellen. Nachdem Heinrich zum König gewählt worden war, kam er diesem Versprechen jedoch nicht nach. Daraufhin verbündete sich Heinrich unter anderem mit dem polnischen Herzog Bolesław Chrobry und es kam zu kriegerischen Auseinandersetzungen auf dem Nordgau.
Graf Heinrich gründete seine herzogsgleiche Stellung im nördlichen Bayern durch seine Comitate auf dem Nordgau, dem Radenzgau und dem Volkfeldgau. Die Auseinandersetzungen, die durch den Merseburger Bischof Thietmar von Merseburg in seinem Chronicon überliefert sind, betrafen zunächst offenbar den Nordgau nördlich von Regensburg mit der zentralen Burg Sulzbach. Im weiteren Verlauf der Auseinandersetzung werden die Burgen Ammerthal (Lkr. Amberg-Sulzbach), Creußen (Lkr. Bayreuth), Kronach und Schweinfurt als Orte militärischer Konflikte namentlich genannt. Nach seiner Niederlage flüchtete Graf Heinrich zu seinem Verbündeten, dem polnischen Herzog Boleslaw Chrobry.
Die Bezeichnung „Schweinfurter Fehde“ ist eine jüngere Benennung der Geschichtsforschung. Ein Mitglied der Familie des Grafen Heinrich/Hezilo, der im Jahr 1017 starb, wird erst 1033 erstmals als „de Suinvord“ (von Schweinfurt) bezeichnet. Der Machtmittelpunkt der Familie scheint bis zur Fehde vom August 1003 in der heutigen Oberpfalz gelegen zu haben und erst nach 1003 nach Schweinfurt verlegt worden zu sein.
Die bayerische Herzogswürde gab König Heinrich II. nach den Ereignissen von 1003 an seinen Schwager Heinrich von Luxemburg, um die Königsmacht in Ostfranken zu stärken. Inwieweit Graf Heinrich/Hezilo tatsächlich seine königlichen Lehen verlor oder ob er großteils restituiert wurde, ist umstritten. Bereits 1004 folgte nach seiner Gefangenschaft auf Burg Giebichenstein seine Begnadigung.